# Neocalyptis morata
Neocalyptis morata Razowski, 1984 è una falena appartenente alla famiglia Tortricidae, endemica della provincia di Zhejiang, in Cina.